# Elect the Dead Symphony
Elect the Dead Symphony è un album dal vivo del cantautore statunitense Serj Tankian, pubblicato l'8 marzo 2010 dalla Serjical Strike Records.

## Descrizione
Il lavoro nasce dalla collaborazione tra Tankian e l'Auckland Philharmonia Orchestra, composta da 70 elementi. Gli arrangiamenti orchestrali sono stati realizzati dal compositore John Psathas. Lo spettacolo si è tenuto il 16 marzo 2009 al teatro Auckland Town Hall di Auckland, Nuova Zelanda e ha visto l'esecuzione di gran parte delle canzoni tratte da Elect the Dead (soltanto The Unthinking Majority e Praise the Lord and Pass the Ammunition non hanno visto una reinterpretazione in chiave sinfonica), con l'aggiunta delle bonus track Blue e Falling Stars, oltre anche agli inediti The Charade (la cui versione in studio è stata estratta come l'unico singolo dall'album) e Gate 21, pubblicata successivamente nel secondo album Imperfect Harmonies.

## Tracce
Testi e musiche di Serj Tankian.

### CD
1. Feed Us – 7:29
2. Blue – 3:15
3. Sky Is Over – 3:09
4. Lie Lie Lie – 3:58
5. Money – 3:29
6. Baby – 3:41
7. Gate 21 – 2:49
8. The Charade – 4:30
9. Honking Antelope – 3:49
10. Saving Us – 4:55
11. Elect the Dead – 3:08
12. Falling Stars – 3:24
13. Beethoven's C**t – 3:29
14. Empty Walls – 3:57

### DVD
1. Feed Us
2. Blue
3. Sky Is Over
4. Lie Lie Lie
5. Money
6. Baby
7. Gate 21
8. The Charade
9. Honking Antelope
10. Saving Us
11. Elect the Dead
12. Falling Stars
13. Beethoven's C**t
14. Empty Walls

Extra
1. Behind the Scenes – 6:00

## Formazione
Musicisti
- Serj Tankian – voce, arrangiamento, pianoforte (traccia 7)
- Dan Monti – chitarra acustica, cori
- John Psathas – orchestrazione
- Auckland Philharmonia Orchestra
  - Hamish Mckeich – direzione
  - Miranda Adam – primo violino
  - Pamela Ping Jiang – primo violino
  - Artur Grabczewska – primo violino
  - Jocelyn Healy – primo violino
  - Ainsley Murray – primo violino
  - Alexander Shapkin – primo violino
  - Katherine Walshe – primo violino
  - Minsi Yang – primo violino
  - Lucy Qi Zhang – primo violino
  - Dianna Cochrane – secondo violino
  - William Hanfling – secondo violino
  - Rae Crossley-Croft – secondo violino
  - Carina Aslin – secondo violino
  - Gwyneth Carter – secondo violino
  - Bing Lin Chan – secondo violino
  - David Maunsell – secondo violino
  - Eva Sadag – secondo violino
  - Robert Ashworth – viola
  - Anne Draffin – viola
  - Susan Wedde – viola
  - Igor Arefyev – viola
  - Christine Bowie – viola
  - Ping Tong Chan – viola
  - Owen Gordon – viola
  - Gregory McGarity – viola
  - David Garner – violoncello
  - Virginia Hopkins – violoncello
  - Liliya Arefyeva – violoncello
  - Katherine Hebley – violoncello
  - Kathleen Helyer – violoncello
  - You Lee – violoncello
  - Claudia Price – violoncello
  - Gordon Hill – contrabbasso
  - Evgueni Lanchtchikov – contrabbasso
  - John Middleton – contrabbasso
  - Matthias Erdrich – contrabbasso
  - John Harrison – contrabbasso
  - Catherine Bowie – flauto dolce
  - Young Ji Song – flauto dolce
  - Jennifer Seddon-Mori – flauto dolce, ottavino
  - Bede Hanley – oboe
  - Sarah Roper – oboe
  - Martin Lee – oboe, corno inglese
  - Gordon Richards – clarinetto
  - Bridget Miles – clarinetto, clarinetto basso
  - James Fry – clarinetto
  - Thomas Greaves – fagotto
  - Yang Rachel Guan – fagotto
  - Ruth Brinkman – fagotto, controfagotto
  - Nicola Baker – corno
  - Amanda Harrison – corno
  - Simon Williams – corno
  - Carl Wells – corno
  - David Kay – corno
  - Victor Silverstone – tromba
  - Norman McFarlane – tromba
  - William Stonham – tromba
  - Douglas Cross – trombone
  - Luke Christiansen – trombone
  - Timothy Sutton – trombone basso
  - Jonathan Baker – tuba
  - Vadim Simonguaz – timpani
  - Thomas Guldborg – percussioni
  - Jennifer Raven – percussioni
  - Shane Currey – percussioni
  - Rebecca Harris – arpa
  - Hamish Oliver – pianoforte

Produzione
- Serj Tankian – produzione, produzione esecutiva
- Tom Holkenborg – missaggio
- Vinnie Pedulla – assistenza al missaggio, montaggio
- Scott Levitin – mastering
- Richard Baker – registrazione
- Tom Whalley – produzione esecutiva
- Conor Clarke – fotografia
- Jon Del Sesto – grafica
- George Tonikian – grafica aggiuntiva
- Casey Howard – illustrazione retro libretto
- Arwen O' Conner – produzione DVD
- Mitchell Hawkes – regia
- Justin Hawkes – montaggio video
- Nikki Streater – produzione esecutiva DVD

## Classifiche
| Classifica (2010) | Posizione massima |
| ----------------- | ----------------- |
| Austria           | 38                |
| Francia           | 118               |
| Grecia            | 5                 |
| Nuova Zelanda     | 12                |
| Svizzera          | 64                |